# Book Club: The Next Chapter
Book Club: The Next Chapter es una película de comedia romántica estadounidense, escrita y dirigida por Bill Holderman, y protagonizada por Diane Keaton, Jane Fonda, Candice Bergen y Mary Steenburgen. La película es una secuela de la película Book Club de 2018.
Book Club: The Next Chapter fue estrenada el 12 de mayo de 2023 por Focus Features. A diferencia de la primera película, Paramount Pictures no participa en la producción.

## Reparto
- Diane Keaton como Diane
- Jane Fonda como Vivian
- Candice Bergen como Sharon
- Mary Steenburgen como Carol
- Andy García como Mitchell
- Don Johnson como Arthur
- Craig T. Nelson como Bruce
- Giancarlo Giannini como Jefe de Policía
- Hugh Quarshie como Ousmane
- Vincent Riotta como Chef Gianni

## Producción
En mayo de 2022, Variety anunció que Book Club 2: The Next Chapter comenzó la producción con Keaton, Fonda, Bergen, Steenburgen, García, Johnson y Nelson retomando sus papeles de la primera película. Focus Features reemplazará a Paramount Pictures como distribuidor en los Estados Unidos, con Universal Pictures distribuyendo en otros mercados.

## Estreno
Book Club: The Next Chapter fue estrenada el 12 de mayo de 2023 por Focus Features.

## Recepción
Book Club: The Next Chapter recibió reseñas generalmente mixtas de parte de la crítica y de la audiencia. En el sitio web especializado Rotten Tomatoes, la película posee una aprobación de 47%, basada en 115 reseñas, con una calificación de 5.1/10 y un consenso crítico que dice "El cuarteto principal de Book Club: The Next Chapter sigue siendo eminentemente observable, pero sus bromas cursis y su tono un tanto condescendiente no los atienden.", mientras que de parte de la audiencia tiene una aprobación de 82%, basada en más de 1000 votos, con una calificación de 4.2/5.
El sitio web Metacritic le dio a la película una puntuación de 46 de 100, basada en 28 reseñas, indicando "reseñas mixtas o promedio". Las audiencias encuestadas por CinemaScore le otorgaron a la película una "B" en una escala de A+ a F, mientras que en el sitio IMDb los usuarios le asignaron una calificación de 5.6/10, sobre la base de más de 5400 votos. En la página web FilmAffinity la cinta tiene una calificación de 4.4/10, basada en 221 votos.